# Li He
Li He (李賀, 791-817) fue un escritor chino de la dinastía Tang.

## Biografía
Se trata de un poeta cuyo surrealismo recuerda a la inspiración chamanística de los Cantos de Chu. 
Tuvo mala fortuna desde joven ya que su nombre, homófono al del emperador, le impidió obtener un puesto en la corte. A los veintisiete años murió de tuberculosis. Su obra narra los reveses de su carrera.
Ha sido traducido al español por Guojian Chen y Alicia Relinque Eleta.